# Кроталы

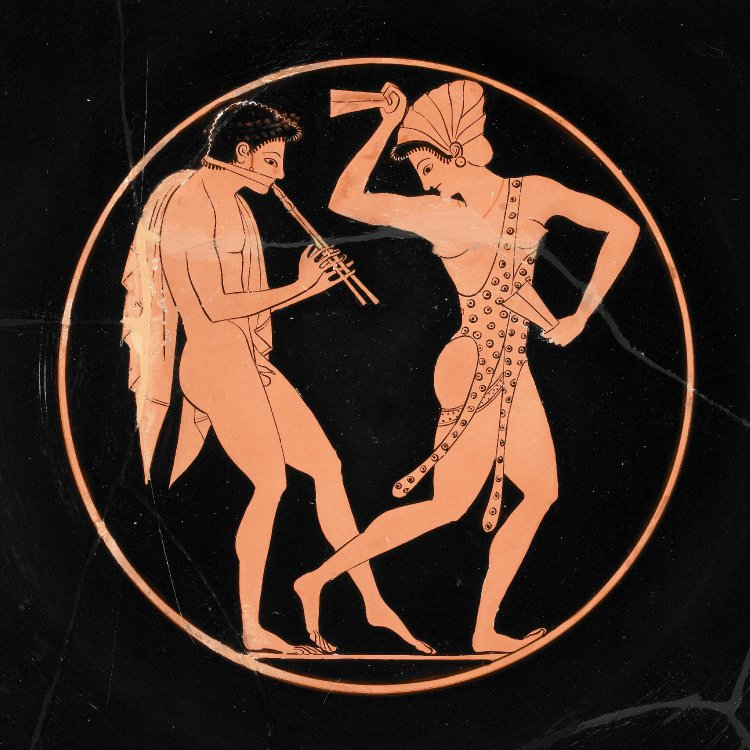
Танцовщица с кроталами (слева — авлет). Фрагмент краснофигурной вазы Эпиктета, ок. 500 г. до н. э. Британский музей

Кро́талы (др.-греч. κρόταλα, ед.ч. κρόταλον) — древнегреческий ударный музыкальный инструмент, древний предшественник кастаньет.
Кроталы представляют собой два связанных между собой деревянных бруска 12-15 см. В классическую эпоху с кроталами танцевали женщины, обычно в ансамбле с лирником или авлетом. Инструмент широко использовался в светских церемониях (например, Сапфо описывает их в сцене свадьбы Гектора и Андромахи) и в рядовых народных празднествах (но вне культа и не в театре).
Словом «кроталы» в древнегреческих текстах также изредка обозначаются бронзовые кимвалы. Иногда кроталами некорректно называют античные тарелочки, использующиеся в симфоническом оркестре.